# Vratar galaktiki
Vratar galaktiki (russisk: Вратарь Галактики, da.: Galaksens vogtere) er en russisk science fiction-film i 3D fra 2020 instrueret af Dzhanik Fayziev.
Filmen foregår i en post-apokalyptisk by, der bebos af overlevende efter en intergalaktisk krig. Over byen sværer et rumskib med aliens. Rumskibet er skueplads for en kamp mellem de fremmede aliens og menneskene, der spiller spillet "Cosmoball" om retteknb til Jorden.
Filmen havde planlagt premiere i Rusland den 27. august 2020, og filmen var den første større film, der blev vist i biograferne efter den russiske genåbning af biograferne efter udbruddet af Covid-virus. Filmen indspillede 106 mio. rubler ud af et budget på 786 mio.

## Medvirkende
- Jevgenij Romantsov som Anton
- Viktorija Agalakova som Natalja 'Natasja'
- Marija Lisovaja som Valaja / Anja
- Ivan Ivanovitj som Pele
- Jelizaveta Tajtjenacheva
- Svetlana Ivanova